# O Enigma May Day
O Enigma May Day advém de uma série de anúncios criptografados que vem sendo publicados no jornal Arizona Daily Wildcat, periódico da universidade do Arizona todos os dias desde 1 de maio de 1981. Ocasionalmente os anúncios também acontecem em outras datas, e são como dicas extras para a solução do mistério. Em princípio
parece um jogo intelectual, mas segundo especulações ele pode esconder uma grande recompensa para a pessoa que solucionar o mistério.
O primeiro anuncio tem 3 três linhas escritas a mão "SR/CL: RICHMOND" em caracteres chinês
simplificado, e significam "May Day, 1981", “Longa vida ao
presidente Mao” em referência a Mao Tsé-Tung

## Temas
Alguns temas se repetem nos anúncios. São eles:
- O Orfanato (The Orphanage): Suposta sociedade secreta responsável pelos anúncios.
- O Prêmio (The Prize): Suposta recompensa para quem resolver o mistério, depositada em um caixa forte.
- SR/CL: Acrônimo com  significado desconhecido.
- Coelho Branco e pão maravilhoso (White Rabbit/Wonder Bread): Marcas de alguma forma ligadas ao orfanato.

## Investigação
Um antigo estudante da Universidade do Arisona, Bryan Hance, é a primeira pessoa a investigar
seriamente os anúncios. Em 1997 criou uma Página na internet para que as pessoas se reúnam e o auxiliam a desvendar o mistério.
Ele afirma que “O orfanato” entrou em contato com ele através de e-mail, correio e telefone desde 1999.
Inclusive recebendo moedas de ouro, dólares para que ele gastasse como quisesse.

## Realidade
Na investigação de Bryan Hance, descobriu que o responsável pelos anúncios é  Robert Truman Hungerford, um excêntrico advogado. Este por sua vez afirma ser somente um mensageiro do Orfanato.